# Анахронизм

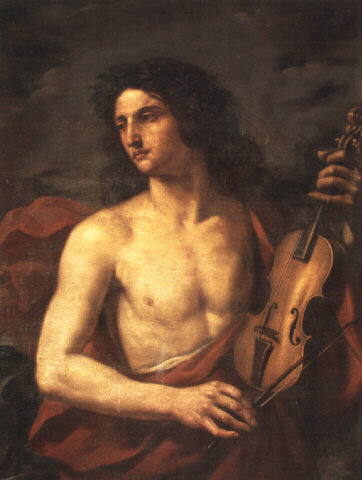
Чезаре Дженнари изобразил в XVII веке Орфея, персонажа античной мифологии, со скрипкой, получившей такую форму в эпоху Возрождения

Анахрони́зм (от др.-греч. ἀνα- — приставка со значением обратного действия + χρόνος «время») — в исторической науке, литературе, кино — ошибочное, намеренное или условное отнесение событий, явлений, предметов, личностей к другому времени, эпохе относительно фактической хронологии.
Анахронизм — в восприятии людьми исторических событий — выраженный в виде проецирования своего образа мышления (априори искажённого) на другие исторические времена.

## История
Примеры анахронизмов в истории:
В 2009 году в своей книге «Кавказский капкан: Цхинвал — Тбилиси — Москва» Александр Широкорад в разделе, посвящённом русско-персидской войне 1804—1813 гг., пишет: 

С началом навигации 1805 года в Астрахани была сформирована эскадра из фрегата, четырёх галиотов, яхты и шкоута под командованием капитан-лейтенанта Ф. Ф. Веселаго. На суда эскадры был посажен десант под командованием генерал-майора И. И. Завалишина (около 800 человек при трех пушках)…— С. 12.
 Этот отрывок содержит грубую историческую ошибку — Ф. Ф. Веселаго родился через 12 лет после описываемых событий, а эскадрой командовал Е. В. Веселаго.

## Живопись
В живописи анахронизмы обычны в эпохи Средневековья, Возрождения и отчасти классицизма, когда античные и библейские персонажи изображались в костюмах и антураже эпохи, современной художникам (или отражали тогдашние представления о старине).

## Кино
Томас М. Грин разделил анахронизмы на пять категорий:
- наивные, где не делается даже попытки сымитировать историческую достоверность;
- грубые, где история искажается без знания контекста;
- прозорливые, где ошибка неожиданно приводит к интересной интерпретации прошлого;
- творческие, где анахронизм намеренно применяется для размышлений о текущем моменте;
- трагические, целью которых является подчёркивание упадка нравов по сравнению с прошлым.

Анахронизмы в кино в некоторых случая неизбежны, например, в фильмах о средневековье. Пью и Вайсл ввели шестую категорию анахронизмов, «существенные» — те, которые помогают кинематографисту выстроить связь между прошлым и настоящим (или будущим)).

## Анахронизмы будущего
Многие писатели-фантасты в своих произведениях о будущем допускают ненамеренные анахронизмы из-за реально происходящих политических и технологических изменений. У большинства советских фантастов в книгах, повествующих о событиях в XXI веке, действия происходят в СССР, который распался в 1991 году. В романе американского фантаста Айзека Азимова «Конец Вечности» действие заходит в далёкое будущее на много столетий вперед, «Реальности» при разных «Изменениях» моделируются с помощью мощной вычислительной техники, однако для распечатки результатов вычислений широко используется перфолента, информацию с которой Техник Главного Вычислителя виртуозно «читает с листа».
Впрочем, для «анахронизмов будущего» сами писатели-фантасты и их читатели давно уже используют такое объяснение: если изображённые в прошлом в фантастической литературе (или кино) реалии некоего будущего (например, 2015 год из фильма «Назад в будущее-2», снятом в 1989 г.) не соответствуют конкретному наступившему будущему (реальному 2015 году), то всё это можно объяснить очень просто: мы попали в другой временной рукав, иными словами — в альтернативную реальность.

## Анахронизм как художественный приём
Анахронизм может применяться как сознательный приём (например, в бурлеске — Эней в «Энеиде» И. П. Котляревского представлен «козаком») или в произведениях, изображающих путешествие во времени. На обыгрывании анахронизмов построено стихотворение Давида Самойлова «Свободный стих».

## Другое
Также «анахронизм» — вариант названия гиперманьеризма, постмодернистского течения в живописи, предлагающего авторскую интерпретацию искусства прошлого.
В разговорном русском языке слово «анахронист» может употребляться как определение человека несовременного, приобретая синонимическую связь со словом «консерватор».